# Place de la République (Prague)
Pour les articles homonymes, voir Place de la République.

La Place de la République (en tchèque, Náměstí Republiky) est une place de Prague, en République tchèque. Elle est située à la limite de la vieille ville et de la nouvelle ville. Sur la place, ou tout près, se trouvent ces bâtiments importants: le grand magasin Kotva, la Maison Municipale, la Tour Poudrière, la banque nationale tchèque et le centre commercial Palladium. La place mène à la rue Na příkopě, la rue la plus chère du centre, qui la relie à la place Venceslas. 

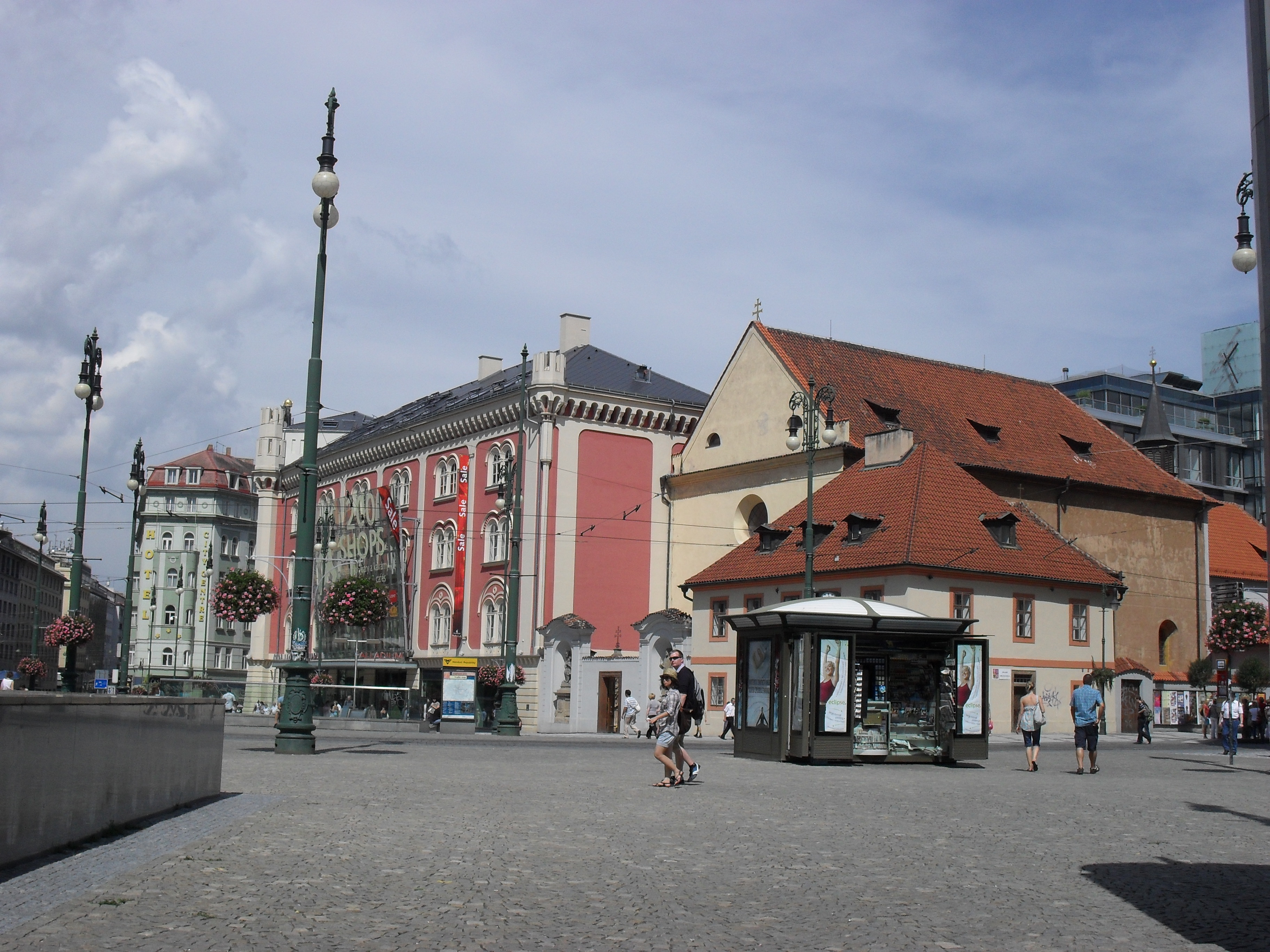
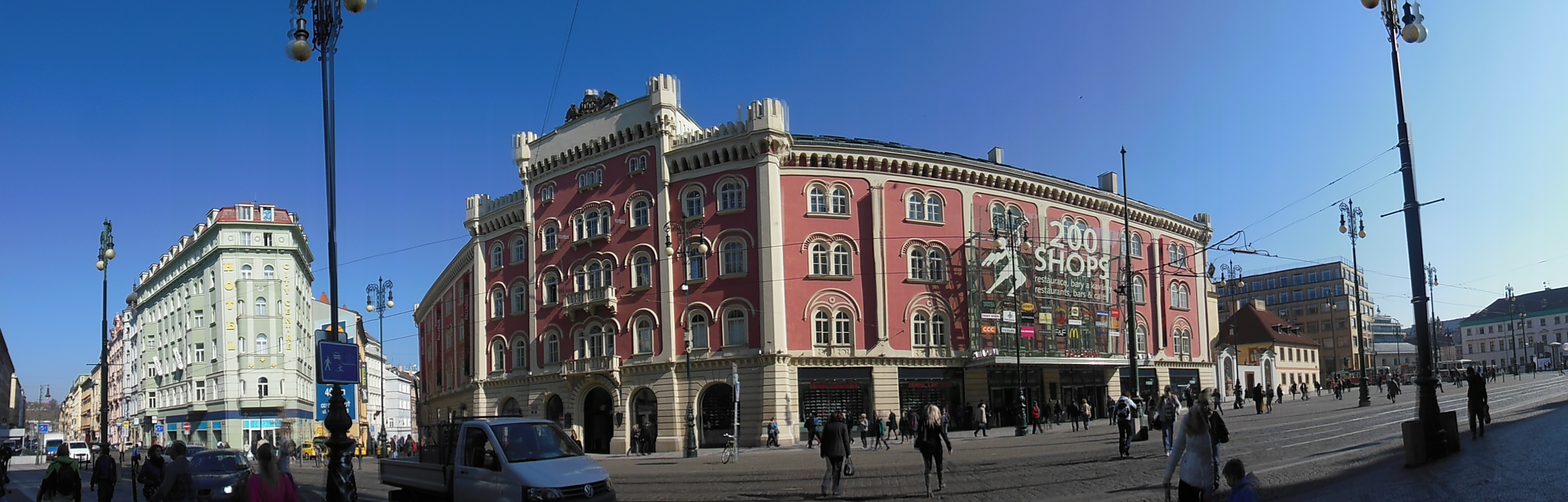
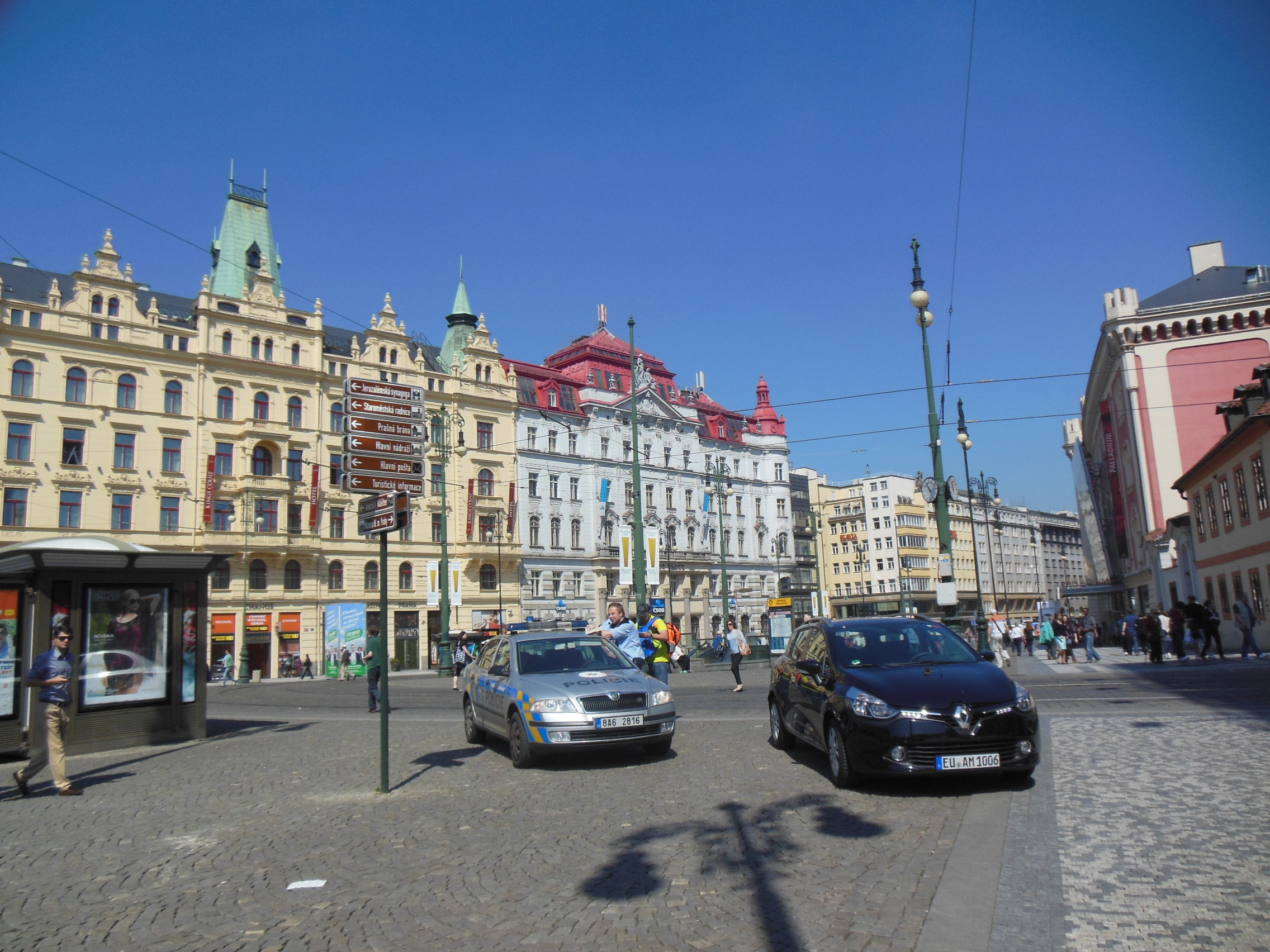
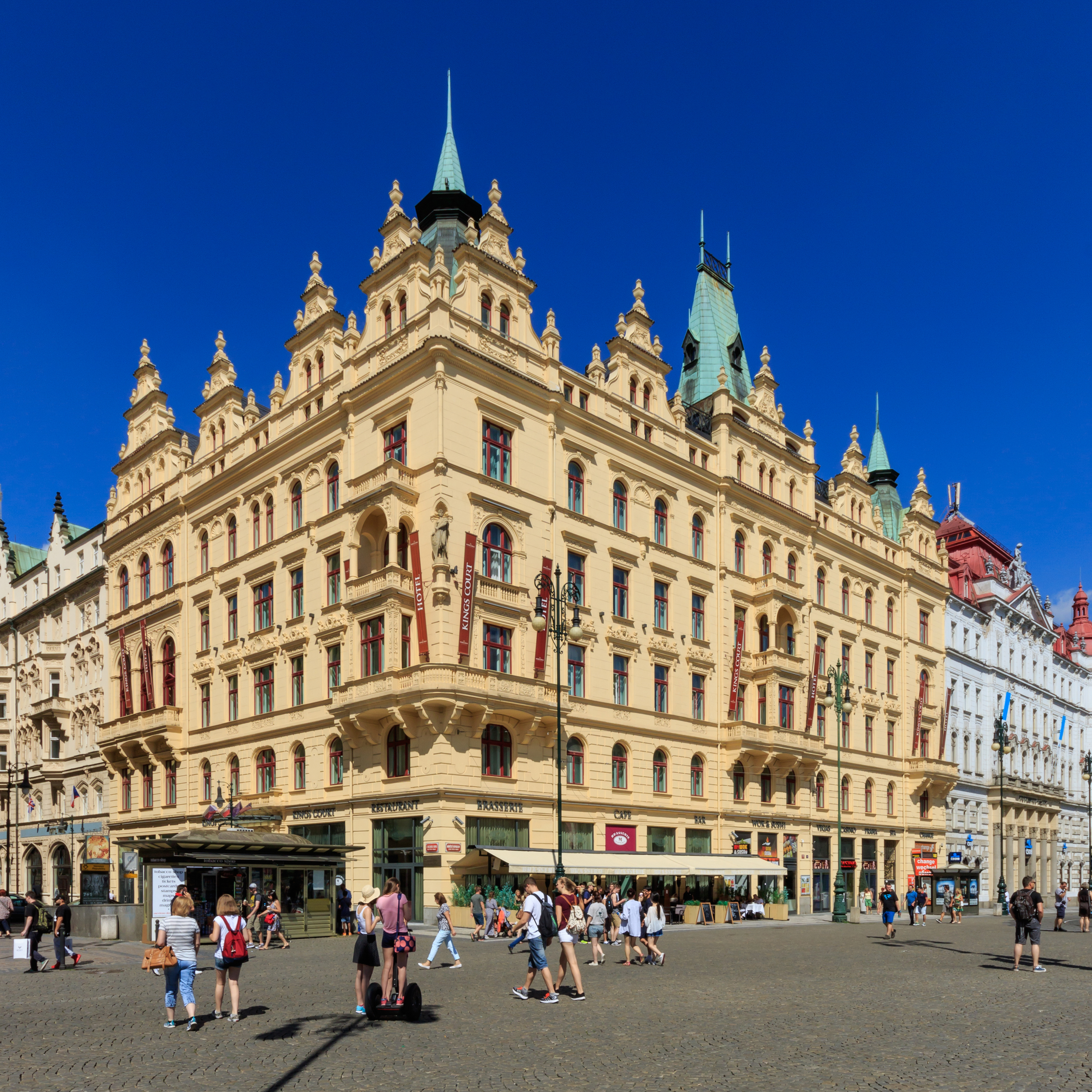
Palais de la Chambre de commerce et des métiers